# Нова Карчма (гміна Нова Карчма)
Нова Карчма (пол. Nowa Karczma, нім. Neukrug) — село в Польщі, у гміні Нова Карчма Косьцерського повіту Поморського воєводства.
Населення — 954 особи (2011).
У 1975-1998 роках село належало до Гданського воєводства.

## Демографія
Демографічна структура станом на 31 березня 2011 року:
|          | Загалом | Допрацездатний вік | Працездатний вік | Постпрацездатний вік |
| -------- | ------- | ------------------ | ---------------- | -------------------- |
| Чоловіки | 447     | 104                | 310              | 33                   |
| Жінки    | 507     | 152                | 287              | 68                   |
| Разом    | 954     | 256                | 597              | 101                  |